# Alsény Camara
Alsény Camara (sinh ngày 4 tháng 11 năm 1986 ở Conakry) là một cầu thủ bóng đá người Guinée, hiện tại thi đấu cho CS Louhans-Cuiseaux.

## Sự nghiệp
Hậu vệ này thi đấu chuyên nghiệp cho LB Châteauroux ở Ligue 2 và trước đó là đội dự bị Toulouse FC.